# شاهد (فیلم ۱۹۸۵)
شاهد (انگلیسی: Witness) یک فیلم سینمایی درام، جنایی و نئو-نوآر آمریکایی به کارگردانی پیتر ویر با بازی هریسون فورد و کلی مک‌گیلس که در سال ۱۹۸۵ منتشر شد.

## داستان
هنگامی‌که یک بچه مسیحی از فرقه آمیش تنها شاهد یک قتل می‌شود، یک افسر پلیس به نام «جان بوک» تلاش می‌کند که تا روز دادگاه به‌صورت مخفیانه از او محافظت کند.

## بازیگران
- هریسون فورد
- کلی مک‌گیلس
- یوزف زومر
- لوکاس هاس
- الکساندر گودونوف
- دنی گلاور
- ویگو مورتنسن
- رابرت ارل جونز
- پتی لوپن

## فیلمبرداری
فیلمبرداری این فیلم در فیلادلفیا و شهر و شهرهای اینترسکورس، لنکستر، استراسبورگ و پارکزبورگ انجام شده‌است.

## جوایز
- برنده جایزه اسکار بهترین تدوین ۱۹۸۵ (تام نوبل)
- برنده جایزه اسکار بهترین فیلم‌نامه غیراقتباسی ۱۹۸۵ (ویلیام کلی، پاملا والاس و ارل دابلیو. والاس)
- برنده جایزه بفتای بهترین موسیقی فیلم ۱۹۸۵ (موریس ژار)